# UTF-1
UTF-1 — метод преобразования универсального набора символов или Юникода в поток байтов. Из-за ряда проблем не получил признания и был быстро заменён UTF-8.

## Описание
Подобно UTF-8, UTF-1 представляет собой кодировку переменной ширины, обратно совместимую с ASCII. Каждый символ Юникода представлен либо одним байтом, либо последовательностью двух, трёх или пяти байтов. В терминологии Юникода эти числа называются кодовыми точками. Все символы ASCII представляют собой один байт (символы от U+0080 до U+009F также являются однобайтовыми). UTF-1 пытался соответствовать стандарту ISO/IEC 2022.